# UCIヨーロッパツアー2012
UCIヨーロッパツアー2012は、2012年に開催される、国際自転車競技連合（UCI）が主催するロードレースのヨーロッパ地域におけるシリーズ戦。

## 日程と優勝者

### 1月
| 日時 | レース名                                           | UCI Cat. | 優勝者                 | チーム名     |
| ---- | -------------------------------------------------- | -------- | ---------------------- | ------------ |
| 29   | グランプリ・ドゥヴェルテュール・ラ・マルセイエーズ | 1.1      | サミュエル・デュムラン | コフィディス |

### 2月
| 日時  | レース名                                                 | UCI Cat. | 優勝者                         | チーム名                                    |
| ----- | -------------------------------------------------------- | -------- | ------------------------------ | ------------------------------------------- |
| 1-5   | エトワール・ド・ベセージュ                               | 2.1      | ジェローム・コペル             | ソル・ソジャスュン                          |
| 4     | グランド・プリモ・コスタ・デリ・エトルスキ               | 1.1      | エリア・ヴィヴィアーニ         | リクイガス・キャノンデール                  |
| 5     | トロフェオ・パルマ・デ・マヨルカ                         | 1.1      | アンドリュー・フェン           | オメガファーマ・クイックステップ            |
| 6     | トロフェオ・ミグホルン                                   | 1.1      | アンドリュー・フェン           | オメガファーマ・クイックステップ            |
| 7     | トロフェオ・デイア                                       | 1.1      | ラーシュ・ペター・ノードハウグ | チーム・スカイ                              |
| 9-12  | ツール・メディテラネアン                                 | 2.1      | ジョナサン・ティエナン・ロック | エンデュラ・レーシング                      |
| 11-12 | ジロ・デッラ・プロヴィンチャ・ディ・レッジョ・カラブリア | 2.1      | エリア・ヴィヴィアーニ         | リクイガス・キャノンデール                  |
| 15-19 | ヴォルタ・アン・アルガルヴェ                             | 2.1      | リッチー・ポート               | チーム・スカイ                              |
| 18    | トロフェオ・ライグエーリア                               | 1.1      | モレーノ・モーゼル             | リクイガス・キャノンデール                  |
| 18-19 | ツール・デュ・オー・ヴァル                               | 2.1      | ジョナサン・ティエナン・ロック | エンデュラ・レーシング                      |
| 19-23 | ブエルタ・ア・アンダルシア                               | 2.1      | アレハンドロ・バルベルデ       | モビスター・チーム                          |
| 25    | ベヴェルベーク・クラシック                               | 1.2      | トム・ファン・アスブルック     | トップスポート・フラーンデレン - メルカトル |
| 25    | ステル・ファン・ズウォル                                 | 1.2      | ロバン・シェニョー             | コガ・ウビンク                              |
| 25    | オムロープ・ヘット・ニウスブラット                       | 1.HC     | セプ・ファンマルク             | ガーミン・バラクーダ                        |
| 26    | クールネ〜ブリュッセル〜クールネ                         | 1.1      | マーク・カヴェンディッシュ     | チームスカイ                                |
| 26    | グラン・プレミオ・ディ・ルガーノ                         | 1.1      | エロス・カペッキ               | リクイガス・キャノンデール                  |
| 26    | レ・ブークル・デュ・スュド・アルデシュ                   | 1.1      | レミ・ポリオル                 | FDJ・ビッグマット                           |
| 26    | クラシカ・デ・アルメリア                                 | 1.HC     | マイケル・マシューズ           | ラボバンク                                  |
| 29    | ル・サミン                                               | 1.1      | アルノー・デマル               | FDJ・ビッグマット                           |

### 3月
| 日時   | レース名                                                             | UCI Cat. | 優勝者                         | チーム名                                    |
| ------ | -------------------------------------------------------------------- | -------- | ------------------------------ | ------------------------------------------- |
| 2-4    | ドリダーフス・ファン・ウェスト＝フラーンデレン                       | 2.1      | ジュリアン・ヴェルモット       | オメガファーマ・クイックステップ            |
| 3      | ストラーデ・ビアンケ                                                 | 1.1      | ファビアン・カンチェラーラ     | レディオシャック・ニッサン・トレック        |
| 3      | デ・フラームス・パイル                                               | 1.2      | フレデリック・アモリゾン       | ランドバウクレディット・ユーフォニー        |
| 3-4    | ブエルタ・ア・ムルシア                                               | 2.1      | ナイロ・キンタナ               | モビスター・チーム                          |
| 4      | トロフェオ・ズッスディ                                               | 1.2      | パトリック・ファッキーニ       | カザーティ・MI・インピアンティ              |
| 4      | グランプリ・ド・ラ・ヴィユ・ド・リユル・スヴニール・ブルーノ・コミニ | 1.2      | ラッセル・ダウニング           | エンデュラ・レーシング                      |
| 9      | ドワルス・ドール・ドレンテ                                           | 1.1      | テオ・ボス                     | ラボバンク                                  |
| 10     | ロンド・ファン・ドレンテ                                             | 1.1      | ベルト＝ヤン・リンデマン       | ヴァカンソレイユ・DCM                       |
| 11     | トロフェオ・フランコ・バレストラ                                     | 1.2      | パトリック・ファッキーニ       | カザーティ・MI・インピアンティ              |
| 11     | カットクルス                                                         | 1.2      | ロイ・ヤンス                   | アン・ポスト - ショーン・ケリー             |
| 11     | ポレチュ・トロフィー                                                 | 1.2      | マテイ・ムゲルティ             | アドリア・モービル                          |
| 11     | オムロープ・ファン・ヘット・ワースラント                             | 1.2      | プレベン・ファン・ヘック       | トップスポート・フラーンデレン - メルカトル |
| 11     | パリ〜トロワイエ                                                     | 1.2      | ジャン＝マルク・ビドー         | ブルターニュ・シュラー                      |
| 11     | ドルペンノンロープ・リュクフェン                                     | 1.2      | ジョルジョ・ブランビッラ       | レオパルド・トレック・コンチネンタル        |
| 14     | ノケル・クルス                                                       | 1.1      | フランチェスコ・キッキ         | オメガファーマ・クイックステップ            |
| 15-18  | イストリアン・スプリング・トロフィー                                 | 2.2      | マルクス・アイベッガー         | RC・アルベ・ゴウルメットファイン・ヴェルス  |
| 16     | ハンドザム・クラシック                                               | 1.1      | フランチェスコ・キッキ         | オメガファーマ・クイックステップ            |
| 17     | クラシク・ロワール・アトランティク                                   | 1.1      | フロリアン・ヴァション         | ブルターニュ・シュラー                      |
| 18     | ショレ＝ペイ・ド・ロワール                                           | 1.1      | アルノー・デマル               | FDJ・ビッグマット                           |
| 18     | ラ・ルー・トゥランジェル                                             | 1.2      | ヴィアチェスラフ・クズネツォフ | イテラ・カチューシャ                        |
| 18     | グラン・プレミオ・サン・ジュゼッペ                                   | 1.2      | イルヤ・ゴロドニチェフ         |                                             |
| 19-25  | ツール・ド・ノルマンディ                                             | 2.2      | ジェローム・クザン             | チーム・ヨーロッパカー                      |
| 20-24  | セッティマーナ・インテルナツィオナーレ・ディ・コッピ・エ・バルタリ   | 2.1      | ヤン・バールタ                 | チーム・ネタップ                            |
| 21     | ドワルス・ドール・フラーンデレン                                     | 1.1      | ニキ・テルプストラ             | オメガファーマ・クイックステップ            |
| 22-25  | GP・パド I                                                           | 2.2      | アレクセイ・クンシン           | ロコスフィンクス                            |
| 24-25  | クリテリウム・アンテルナシオナル                                     | 2.HC     | カデル・エヴァンス             | BMC・レーシングチーム                       |
| 27-29  | デ・パンネ3日間                                                      | 2.HC     | シルヴァン・シャヴァネル       | オメガファーマ・クイックステップ            |
| 30     | ルート・アデリ・ド・ヴィトレ                                         | 1.1      | ロベルト・フェッラーリ         | アンドローニ・ジョカットーリ                |
| 30-4/1 | ル・トリプティク・デ・モン・エ・シャトー                             | 2.2      | ボブ・ユンゲルス               | レオパルド・トレック・コンチネンタル        |
| 31     | ヘル・ファン・ヘット・メルヘラント                                   | 1.1      | パヴェル・ブルット             | チーム・カチューシャ                        |
| 31     | グラン・プレミオ＝ミゲル・インドゥライン                             | 1.HC     | ダニエル・モレノ               | チーム・カチューシャ                        |

### 4月
| 日時   | レース名                                                         | UCI Cat. | 優勝者                                   | チーム名                                          |
| ------ | ---------------------------------------------------------------- | -------- | ---------------------------------------- | ------------------------------------------------- |
| 1      | フレッシュ・デメロード                                           | 1.1      | ロベルト・フェッラーリ                   | アンドローニ・ジョカットーリ                      |
| 1      | グランプリ・ド・ノジャン＝スュロワーズ                           | 1.2      | イゴル・ボエフ                           | イテラ・カチューシャ                              |
| 1      | トロフェオ・バンカ・ポポラーレ                                   | 1.2U     | ジェイ・マッカーシー                     | ジェイコ・AIS                                     |
| 3-6    | シルキュイ・ド・ラ・サルト                                       | 2.1      | ルーク・ダーブリッジ                     | グリーンエッジ                                    |
| 4      | スヘルデプライス                                                 | 1.HC     | マルセル・キテル                         | アルゴス・シマノ                                  |
| 4-8    | グランプリ・ド・ソチ                                             | 2.2      | イヴァン・ステヴィチュ                   | サルカーノ - アルナヴトコイ                       |
| 5      | グランプリ・ピノ・チェラミ                                       | 1.1      | ガエタン・ビユ                           | ロット・ベリソル                                  |
| 6-8    | シルキュイ・デ・アルダンヌ                                       | 2.2      | マレク・ルトキエヴィチュ                 | CCC・ポルコヴィツェ                               |
| 7      | ロンド・ファン・フラーンデレン・エスポワール                     | 1.Ncup   | ケネット・ファンビルセン                 | ベルギー                                          |
| 8      | クラシカ・プリマベーラ                                           | 1.1      | ジョヴァンニ・ヴィスコンティ             | モビスター・チーム                                |
| 9      | ルント・ウム・ケルン                                             | 1.1      | ヤン・バールタ                           | チーム・ネタップ                                  |
| 9      | ドワルス・ドール・ヘット・ハヘラント                             | 1.2      | ティモシー・スティーヴンス               | オヴァイタ - エイセン - アクロフ                  |
| 9      | ジロ・デル・ベルヴェデーレ                                       | 1.2U     | ダニエーレ・ダッロステ                   | トレヴィジャンニ・ダイナモン・ボットーリ          |
| 10     | パリ〜カマンベール                                               | 1.1      | ピエール＝リュク・ペリション             | ラ・ポム・マルセイユ                              |
| 10     | グラン・プレミオ・デル・レチョート                               | 1.2U     | フランチェスコ・ボンジョルノ             | ホップラ - ヴェーガ - トラック・イタリア          |
| 11     | ブラバントス・パイル                                             | 1.HC     | トマ・ヴォクレール                       | チーム・ヨーロッパカー                            |
| 11     | ラ・コト・ピカルド                                               | 1.Ncup   | ヴェガード・ブレーン                     | ノルウェー                                        |
| 13-15  | ブエルタ・ア・カスティーリャ・イ・レオン                         | 2.1      | ハビエル・モレノ                         | モビスター・チーム                                |
| 11-15  | ツール・デュ・ロワール＝エ＝シェル                               | 2.2      | アンドレイ・ソロメンニコフ               | イテラ・カチューシャ                              |
| 12     | グランプリ・ド・ドナン                                           | 1.1      | フアン・ホセ・アエド                     | チーム・サクソバンク                              |
| 14     | ツール・デュ・フィニステール                                     | 1.1      | ジュリアン・シモン                       | ソル・ソジャスュン                                |
| 14     | トロフェオ・エディル・C                                          | 1.2      | クリスティアン・スバラリ                 |                                                   |
| 14     | リエージュ-バストーニュ-リエージュ・エスポワール                 | 1.2U     | ミカエル・アンダーセン                   | デンマーク                                        |
| 14     | ZLM・ツアー                                                      | 1.Ncup   | マキシム・ダニエル                       | フランス                                          |
| 15     | トロ・ブロ・レオン                                               | 1.1      | ライアン・ロス                           | スパイダーテック・C10                             |
| 15     | ジロ・デッラッペンニーノ                                         | 1.1      | ファビオ・フェッリーネ                   | アンドローニ・ジョカットーリ                      |
| 15     | グランプリ・ド・ドネツィク                                       | 1.2      | イルヌル・ザカリン                       | イテラ・カチューシャ                              |
| 15     | ゼリック〜ハルマールデン                                         | 1.2      | ケヴィン・トム                           | ワロニー・ブリュッセル - クレディ・アグリコル     |
| 17-20  | ジロ・デル・トレンティーノ                                       | 2.HC     | ドメニコ・ポッツォヴィーヴォ             | コルナゴ - CSF・イノックス                        |
| 17-21  | トスカーナ＝テッレ・デ・シクリスム                               | 2.Ncup   | ファビオ・アル                           | イタリア                                          |
| 18-22  | グランプリ・オブ・アディゲヤ                                     | 2.2      | イルヌル・ザカリン                       | イテラ・カチューシャ                              |
| 21     | バンヤ・ルカ＝ベルグラード I                                     | 1.2      | マルコ・クンプ                           | アドリア・モービル                                |
| 21     | アルノ・ワラールト・メモリアル                                   | 1.2      | ダイラン・ファン・バールル               | ラボバンク・コンチネンタル                        |
| 22     | ブエルタ・ア・ラ・リオハ                                         | 1.1      | エヴゲニー・シャルノフ                   | ロコスフィンクス                                  |
| 22     | バンヤ・ルカ＝ベルグラード II                                    | 1.2      | マテイ・ムゲルリ                         | アドリア・モービル                                |
| 22     | ヴァル・ディユ・U・クラシク・35                                  | 1.2      | エリック・ベルトゥ                       | ブルターニュ・シュラー                            |
| 22     | ロンド・ファン・ノールト＝ホラント                               | 1.2      | ゲディミナス・バグドナス                 | アン・ポスト - ショーン・ケリー                   |
| 22-29  | ツアー・オブ・ターキー                                           | 2.HC     | イヴァイロ・ガブロヴスキ                 | コンヤ・トルク・シュケル・スポル                  |
| 25     | グラン・プレミオ・デッラ・リベラツィオーネ                       | 1.2U     | エンリコ・バルビン                       | トレヴィジャンニ・ダイナモン・ボットーリ          |
| 25-5/1 | ツール・ド・ブルターニュ                                         | 2.2      | ライナルト・ヤンゼ・ファン・レンズブルク | MTN・クベカ                                       |
| 27-29  | ブエルタ・ア・アストゥリアス                                     | 2.1      | ベニャト・インチャウスティ               | モビスター・チーム                                |
| 28     | グラン・プレミオ・インドゥストリア・エ・アルティジャナート       | 1.1      | フィリッポ・ポッツァート                 | ファルネーゼ・ヴィーニ - セッレ・イタリア         |
| 29     | ジロ・ディ・トスカーナ                                           | 1.1      | アレッサンドロ・バッラン                 | BMC・レーシングチーム                             |
| 29     | パリ〜マントザン＝イヴリヌ                                       | 1.2      | アレックス・ミーンホースト               | ディフェルダンジュ・マジック - スポートフード. de |
| 29     | グラン・プレミオ・デル・マルモ                                   | 1.2      | トーマス・フィウマーナ                   |                                                   |
| 29     | ヒマーランド・ルント                                             | 1.2      | アンドレ・ステーンセン                   | グルード & マーストランド・LRØ                    |
| 29     | イースト・ミッドランズ・インターナショナル・サイクル・クラシック | 1.2      | アレクサンドル・ブレン                   | エンデュラ・レーシング                            |

### 5月
| 日時   | レース名                                                                           | UCI Cat. | 優勝者                                   | チーム名                                      |
| ------ | ---------------------------------------------------------------------------------- | -------- | ---------------------------------------- | --------------------------------------------- |
| 1      | メモリアウ・アンドジェヤ・トロチャノヴスキエゴ                                     | 1.2      | トマシュ・スモレン                       | バンク・BGŻ                                   |
| 1      | メイヤー・カップ                                                                   | 1.2      | イゴル・ボエフ                           | イテラ・カチューシャ                          |
| 1      | トロフェオ・パパ・チェルヴィ                                                       | 1.2      | ジョルジョ・ボッキオーラ                 | チーム・コルパック                            |
| 1      | 1＝メイプライス＝エレ＝プライス・フィク・デ・ブリュイヌ                            | 1.2      | クリストフ・プレモン                     | ワロニー・ブリュッセル - クレディ・アグリコル |
| 1      | ルント・ウム・デン・フィナンツプラッツ・エシュボルン＝フランクフルト・エスポワール | 1.2U     | スヴェン・エリック・ビュストレム         | チーム・エスター・フス - リドリー             |
| 1      | ルント・ウム・デン・フィナンツプラッツ・エシュボルン＝フランクフルト               | 1.HC     | モレーノ・モーゼル                       | リクイガス・キャノンデール                    |
| 2      | メモリアル・オレグ・ディアチェンコ                                                 | 1.2      | アレクサンドル・リバコフ                 | イテラ・カチューシャ                          |
| 2-6    | ジロ・デル・フリウーリ・ヴェネツィア・ジュリア                                     | 2.2      | ディエゴ・ローザ                         | アラッツァーゴ                                |
| 2-6    | プチャル・ウズドロヴスク・カルパツキチュ                                           | 2.2U     | マレク・ルトキエヴィチュ                 | CCC・ポルケヴィツェ                           |
| 3      | グランプリ・オブ・モスコー                                                         | 1.2      | ヴィタリー・ポプコフ                     | ISD・ランプレ コンチネンタル                  |
| 4      | グランプリ・ドブリチュ I                                                           | 1.2      | マルティン・グラシェフ                   |                                               |
| 4-5    | ロンド・ファン・オヴェライセル                                                     | 1.2      | ライナルト・ヤンゼ・ファン・レンズブルク | MTN・クベカ                                   |
| 4-6    | シュラキエム・グロドゥフ・ピアストヴキチュ                                         | 2.1      | マレク・ルトキエヴィチュ                 | CCC・ポルケヴィツェ                           |
| 4-8    | ダンケルク4日間レース                                                              | 2.HC     | ジミー・アングルヴァン                   | ソル・ソジャスュン                            |
| 5      | ブエルタ・ア・ラ・コムニダ・デ・マドリー                                           | 2.1      | セルゲイ・フィルサノフ                   | ルスヴェロ                                    |
| 5-9    | ファイヴ・リングス・オブ・モスコー                                                 | 2.2      | イゴル・ボエフ                           | イテラ・カチューシャ                          |
| 6      | チルクイト・デル・ポルト                                                           | 1.2      | パオロ・シミオン                         |                                               |
| 6      | オムロープ・デル・ケンペン                                                         | 1.2      | ニコ・エークハウト                       | アン・ポスト - ショーン・ケリー               |
| 6      | シルキュイ・ド・ワロニー                                                           | 1.2      | ライナルト・ヤンゼ・ファン・レンズブルク | MTN・クベカ                                   |
| 6      | グランプリ・ドブリチュ II                                                          | 1.2      | ステファン・コイチェフ・フリストフ       |                                               |
| 10-12  | ツアー・オブ・マロポルスカ                                                         | 2.2      | マレク・ルトキエヴィチュ                 | CCC・ポルケヴィツェ                           |
| 10-13  | ロム＝アルプ・イゼール・トゥール                                                   | 2.2      | ポール・プー                             | ソル・ソジャスュン                            |
| 11-13  | ツール・ド・ピカルディ                                                             | 2.1      | ヨーン・デーゲンコルプ                   | アルゴス・シマノ                              |
| 12     | スカンディナヴィアン・レース・ウプサラ                                             | 1.2      | ヨナス・アールストランド                 | チーム・サイケルシティ                        |
| 13     | ローガラン・グランプリ                                                             | 1.1      | アントニオ・ピエドラ                     | カハ・ルラル                                  |
| 14-19  | オリンピア・ツアー                                                                 | 2.2      | ダイラン・ファン・バールル               | ラボバンク・コンチネンタル                    |
| 16-20  | ツアー・オブ・ノルウェー                                                           | 2.1      | エドヴァルド・ボアソン・ハーゲン         | チーム・スカイ                                |
| 16-20  | シルキュイ・ド・ロレーヌ                                                           | 2.1      | ナセル・ブアニ                           | FDJ・ビッグマット                             |
| 16-20  | フレッシュ・デュ・スュド                                                           | 2.2      | ボブ・ユンゲルス                         | レオパルド・トレック・コンチネンタル          |
| 17     | ロンド・ファン・リンブルフ                                                         | 1.2      | ケヴィン・クラーイス                     | ランドバウクレディット・ユーフォニー          |
| 17-20  | ツール・ド・ベルリン                                                               | 2.2U     | ニキアス・アルント                       | LKT・チーム・ブランデンブルク                 |
| 17-20  | ロンド・ド・リザール                                                               | 2.2U     | ピエール＝アンリ・ルキュイジニエ         | ヴァンデ・U - ペイ・ド・ラ・ロワール          |
| 19     | ユルマラ・GP                                                                       | 1.1      | ラファエル・アンドリアート               | ファルネーゼ・ヴィーニ - セッレ・イタリア     |
| 19     | グランプリ・クリケリオン                                                           | 1.2      | トム・デヴィッド                         | ロット - ボディソル・PCW                      |
| 20     | ノイゼーン・クラシクス - ルント・ウム・ディー・ブラウンコーレ                      | 1.1      | アンドレ・シュルツェ                     | チーム・ネタップ                              |
| 20-27  | アン・ポスト・ラース                                                               | 2.2      | ニコラ・バルド                           | アトラス・パーソナル・ジャックルー            |
| 23-27  | ツール・ド・ベルギー                                                               | 2.HC     | トニー・マルティン                       | オメガファーマ・クイックステップ              |
| 23-27  | バイエルン一周                                                                     | 2.HC     | マイケル・ロジャース                     | チーム・スカイ                                |
| 24-27  | ツアー・オブ・トラキャ                                                             | 2.2      | ユリー・メトルシェンコ                   | コンヤ・トルク・シェケル・スポル              |
| 25     | グランプリ・ド・タリン＝タルトゥ                                                   | 1.1      | サイ・アドゥ                             | チーム・ヨーロッパカー                        |
| 26     | SEB・タルトゥ・グランプリ                                                          | 1.1      | レネ・マンドリ                           | エンデュラ・レーシング                        |
| 26     | グランプリ・ド・プリュムレック＝モルビアン                                         | 1.1      | ジュリアン・シモン                       | ソル・ソジャスュン                            |
| 26-28  | ツール・ド・ジロンド                                                               | 2.2      | ニッキー・ファン・デル・ライク           | ラボバンク・コンチネンタル                    |
| 27     | ブークル・ド・ロルヌ                                                               | 1.1      | セバスティアン・イノー                   | AG2R・ラ・モンディアル                        |
| 27     | レース・ホライゾン・パーク                                                         | 1.2      | ヴィタリー・ポプコフ                     | ISD・ランプレ・コンチネンタル                 |
| 27     | パリ〜ルーベ・エスポワール                                                         | 1.2U     | ボブ・ユンゲルス                         | レオパルド・トレック・コンチネンタル          |
| 27     | グラン・プレミオ・エ・コッメルチョ＝Tr.チッタ・ディ・サン・ヴェンデミアーノ        | 1.2U     | エンリコ・バルビン                       | U.C. トレヴィジャンニ・ダイナモン・ボットーリ |
| 30-6/3 | ツール・ド・ルクセンブルク                                                         | 2.HC     | ヤコブ・フグルサング                     | レディオシャック・ニッサン                    |

### 6月
| 日時   | レース名                                                           | UCI Cat. | 優勝者                                   | チーム名                                    |
| ------ | ------------------------------------------------------------------ | -------- | ---------------------------------------- | ------------------------------------------- |
| 2      | トロフェオ・メリンダ                                               | 1.1      | カルロス・ベタンクール                   | アクア & サポーネ                           |
| 2      | トロフェオ・アルチーデ・デガスペーリ                               | 1.2      | エンリコ・バルビン                       | U.C. トレヴィジャンニ・ボットーリ           |
| 2-9    | ロマニアン・サイクリング・ツアー                                   | 2.2      | マティヤ・クヴァシナ                     | トゥスナッド                                |
| 5-9    | ツール・ド・スロヴァキー                                           | 2.2      | エンリコ・ロッシ                         | メリディアナ・カメン                        |
| 3      | コッパ・デッラ・パーチェ                                           | 1.2      | ルスラン・トルバイェフ                   | アスタナ・コンチネンタル                    |
| 3      | リガ・グランプリ                                                   | 1.2      | アンドジェス・フラクシス                 | チポートレ・ディヴェロップメント            |
| 3      | グランプリ・スュドケアンテン                                       | 1.2      | マルコ・クンプ                           | アドリア・モービル                          |
| 3      | メモリアル・フィリップ・ファン・コニングスロー                     | 1.2      | ゲルディミナス・バグドナス               | アン・ポスト＝ショーン・ケリー              |
| 7      | グロサー・プライス・デス・カントン・アールガウ                     | 1.1      | セルゲイ・ラグティン                     | ヴァカンソレイユ・DCM                       |
| 7-10   | ロンド・ド・ロワーズ                                               | 2.2      | ジャン＝リュク・ドルプシュ               | ブルターニュ・シュラー                      |
| 8-10   | ロンド・ファン・ゼーラント・セアポルツ                             | 2.1      | ライナルト・ヤンセ・ファン・レンズブルク | MTN・クベカ                                 |
| 8-17   | ジロビオ                                                           | 2.2      | ジョー・ドンブロウスキー                 | アメリカ合衆国                              |
| 9-15   | テュリンゲン・ルントファールト                                     | 2.2U     | ロハン・デニス                           | ジェイコ・AIS                               |
| 10     | プロレース・ベルリン                                               | 1.1      | アンドレ・グライペル                     | ロット・ベリソル                            |
| 12-17  | ツール・ド・セルビー                                               | 2.2      | シュテファン・シューマッハー             | クリスティーナ・ウォッチーズ＝オンフォン    |
| 13-17  | ステル・ZLM・トゥル                                                | 2.1      | マーク・カヴェンディッシュ               | チーム・スカイ                              |
| 14-17  | ルート・デュ・スュド                                               | 2.1      | ナイロ・キンタナ                         | モビスター・チーム                          |
| 14-17  | ツアー・オブ・スロベニア                                           | 2.1      | ヤネス・ブライコヴィッチ                 | アスタナ                                    |
| 14-17  | ツール・デ・ペイ・ド・サヴォワ                                     | 2.2      | ステファヌ・ロセット                     | CC・ノジャン＝スュロワーズ                  |
| 14-17  | ブークル・ド・ラ・メイアンヌ                                       | 2.2      | ローラン・ピション                       | ブルターニュ・シュラー                      |
| 15-17  | オベレシュテライヒルントファールト                                 | 2.2      | ロベルト・ヴレチェル                     | フォラルルベルク                            |
| 17     | フレッシュ・アルダンネーズ                                         | 1.2      | クレマン・ロテレリ                       | コルバ＝スペラーノ・ハム                    |
| 20     | ハル〜インホーイヘム                                               | 1.1      | ナセル・ブアニ                           | FDJ・ビッグマット                           |
| 27     | インテルナティオナル・ウィレルトロフェー・ヨング・マール・ムディフ | 1.2      | ティム・デクレルク                       | トップスポート・フラーンデレン - メルカトル |
| 28-7/1 | チェコ・サイクリング・ツアー                                       | 2.2      | フランティシェク・パドゥル               | ホワイアープール - オーサー                 |
| 30     | オムロープ・ヘット・ニウスブラット・エスポワール                   | 1.2      | サンデル・ヘルヴェン                     | オヴァイタ - エイセン - アクロフ            |

### 7月
| 日時  | レース名                                                       | UCI Cat. | 優勝者                         | チーム名                                    |
| ----- | -------------------------------------------------------------- | -------- | ------------------------------ | ------------------------------------------- |
| 1-8   | オーストリア一周                                               | 2.HC     | ヤコブ・フグルサング           | レディオシャック・ニッサン・トレック        |
| 4-8   | ヴィシュツィグ・ソリダルノシュツィ・イ・オリムピイチィクフ     | 2.1      | マリウシュ・ヴィテツキ         | バンク・BGŻ                                 |
| 4-8   | シビウ・サイクリング・ツアー                                   | 2.2      | ビクトル・デ・ラ・パルテ       | SP・タブレワレ                              |
| 8     | ラ・ロンド・ペヴェロワーズ                                     | 1.2      | ブノワ・ダーニック             | CC＝ノジャンスュロワーズ                    |
| 8     | ジロ・デル・メディオ・ブレンタ                                 | 1.2      | マッテオ・ブザート             | チーム・アイデア・U23                       |
| 11    | フロット・プライス・ファン・デ・スタット・ヘール               | 1.2      | トム・ファン・アスブルック     | トップスポート・フラーンデレン - メルカトル |
| 12-15 | グランデ・プレミオ・インテルナシオナル・デ・トレス・ヴェドラス | 2.2      | リカルド・メストレ             | カルミム・プリオ                            |
| 14    | コッパ・チッタ・ディ・ストレーザ                               | 1.1      | ダニーロ・ディルーカ           | アクア & サポーネ                           |
| 17-22 | ジロ・チクリスティコ・デッラ・ヴァッレ・ダオスタ・モン・ブラン | 2.2U     | ファビオ・アル                 | パラッツァーゴ - エッレデント               |
| 21    | セントラル・ヨーロピアン・ツアー・ミスコルツ・GP               | 1.2      | クリシュティアン・ロヴァシ     | テュスナッド                                |
| 21-25 | ツール・ド・ワロニー                                           | 2.HC     | ジャコーモ・ニッツォーロ       | レディオシャック・ニッサン・トレック        |
| 22    | グランプリ・ド・ペランシエ                                     | 1.2      | ニコ・ロジャース               | ノード・4 - ジョルダーナ・レーシング        |
| 22    | セントラル・ヨーロピアン・ツアー・ブダペスト・GP               | 1.2      | マルコ・クンプ                 | アドリア・モービル                          |
| 24-28 | ドーコワ・マゾヴスカ                                           | 2.2      | マテウシュ・タツィアク         | CCC・ポルケヴィツェ                         |
| 25    | プルエバ・ビリャフランカ・デ・オルディシア                     | 1.1      | ゴルカ・イサヒレ               | エウスカルテル・エウスカディ                |
| 25-29 | ツール・アルサス                                               | 2.2      | ジョナサン・ティエナン・ロック | エンデュラ・レーシング                      |
| 28-30 | クライツ・ブライツ・エリート                                   | 2.2      | アンドレ・ステーンセン         | グルッド & マーストランド - LRØ             |
| 29    | トロフェオ・マッテオッティ                                     | 1.1      | ピエルパオロ・デ・ネグリ       | ファルネーゼ・ヴィーニ - セッレ・イターリア |
| 29    | ポリノルマンド                                                 | 1.1      | トニ・ユレル                   | チーム・ヨーロッパカー                      |
| 31    | シルクイト・デ・ゲチョ                                         | 1.1      | ジョヴァンニ・ヴィスコンティ   | モビスター・チーム                          |

### 8月
| 日時   | レース名                                                                               | UCI Cat. | 優勝者                           | チーム名                                    |
| ------ | -------------------------------------------------------------------------------------- | -------- | -------------------------------- | ------------------------------------------- |
| 1-2    | パリ〜コレーズ                                                                         | 2.1      | エゴイツ・ガルシア               | コフィディス                                |
| 1-5    | ブエルタ・ア・ブルゴス                                                                 | 2.HC     | ダニエル・モレノ                 | チーム・カチューシャ                        |
| 3-12   | ツール・シクリスト・アンテルナシオナル・ド・ラ・ガドルプ                               | 2.2      | リュドヴィック・テュルパン       | USC・ゴヤヴ                                 |
| 5      | トロフェオ・インテルナツィオナーレ・バスティアネッリ                                   | 1.2      | ルイジ・ミーレッタ               | グラニャーノ・スポーティングクラブ          |
| 5      | アントウェルプス・ハヴェンパイル                                                       | 1.2      | ユリ・スタラート                 | ランドバウクレディット・ユーフォニー        |
| 7-11   | ツール・ド・レン                                                                       | 2.1      | アンドリュー・タランスキー       | ガーミン・シャープ                          |
| 7-11   | ブエルタ・シクリスタ・ア・レオン                                                       | 2.2      | ホセ・ベルダ                     | Gスポルト - バル.テラ                       |
| 9-12   | ツアー・オブ・シェクレルランド                                                         | 2.2      | ヴィタリー・ポプコフ             | ランプレ・ISD                               |
| 9-12   | ミ＝アウ・アン・ブルターニュ                                                           | 2.2      | ダヴィ・ヴェユー                 | チーム・ヨーロッパカー                      |
| 10     | 欧州選手権・個人タイムトライアル                                                       | CC       | ラスムス・クアーデ               | デンマーク                                  |
| 11     | グラン・プレミオ・チッタ・ディ・カマイオーレ                                           | 1.1      | エステバン・チャベス             | コロンビア・コルデポルテス                  |
| 11     | メモリアル・ヘンルィカ・ラサカ                                                         | 1.2      | スィルヴェステル・ヤニシェヴスキ | CCC・ポルコヴィツェ                         |
| 10     | 欧州選手権・個人ロードレース                                                           | CC       | ヤン・トラトニック               | スロベニア                                  |
| 12     | プハル・ウズドロヴィスク・カルパキフ                                                   | 1.2      | スィルヴェステル・ヤニシェヴスキ | CCC・ポルコヴィツェ                         |
| 12     | グラン・プレミオ・ディ・ポッジャーナ                                                   | 1.2U     | アダム・フェラン                 | ドラパック                                  |
| 14-17  | ツール・デュ・リムザン                                                                 | 2.HC     | 新城幸也                         | チーム・ヨーロッパカー                      |
| 15-26  | ポルトガル一周                                                                         | 2.1      | ダビ・ブランコ                   | カルミン・プリオ                            |
| 16     | コッパ・ベルノッキ                                                                     | 1.1      | サシャ・モドロ                   | コルナゴ - CSF・イノックス                  |
| 16     | グラン・プレミオ・カポダルコ                                                           | 1.2      | ジャンフランコ・ツィーリオリ     | コルパック                                  |
| 17     | コッパ・アゴストーニ                                                                   | 1.1      | エマヌエーレ・セッラ             | アンドローニ・ジョカットーリ                |
| 17     | オランダ・フード・ヴァリー・クラシック                                                 | 1.1      | テオ・ボス                       | ラボバンク                                  |
| 18     | プハル・ミニストラ・オブロニィ・ナロドヴェイ                                           | 1.2      | ダミアン・ヴァルチャク           | BDC - マルツポル                            |
| 18     | グランプリ・クラロヴェフラデツケホ・クライェ                                           | 1.2      | マルティン・ハツェキー           | ASC・ドゥクラ・プラハ                       |
| 18     | トレ・ヴァッリ・ヴァレジーネ                                                           | 1.HC     | ダヴィ・ヴェユー                 | チーム・ヨーロッパカー                      |
| 19     | シャトールー・クラシック・ド・ランドル                                                 | 1.1      | ラファエル・アンドリアート       | ファルネーゼ・ヴィーニ - セッレ・イターリア |
| 21     | フロット・プライス・スタット・ゾテヘム                                                 | 1.1      | マティアス・ブレンドレ           | チーム・ネタップ                            |
| 21     | グランプリ・デ・マルブリエル                                                           | 1.2      | セルゲイ・ポモシュニコフ         | ロシア                                      |
| 21-24  | ツール・デュ・ポワトゥー＝シャラント                                                   | 2.1      | ルーク・ダーブリッジ             | オリカ・グリーンエッジ                      |
| 21-25  | バルティック・チェーン・ツアー                                                         | 2.2      | ゲミディナス・バグドナス         | アン・ポスト - ショーン・ケリー             |
| 22     | ドライヴェンクルス・オヴェライス                                                       | 1.1      | ビェルン・ルークマンス           | ヴァカンソレイユ・DCM                       |
| 22     | デンマーク一周                                                                         | 2.HC     | リーウ・ウェストラ               | ヴァカンソレイユ・DCM                       |
| 23     | グラン・プレミオ・インドゥストリア・エ・コッメルチョ・アルティジャナート・カルナゲーゼ | 1.1      | ディエゴ・ウリッシ               | ランプレ・ISD                               |
| 25     | ジロ・デル・ヴェネト                                                                   | 1.1      | オスカル・ガット                 | ファルネーゼ・ヴィーニ - セッレ・イターリア |
| 26     | スハール・セルス                                                                       | 1.1      | ニコ・エークハウト               | アン・ポスト - ショーン・ケリー             |
| 26     | ロンド・ファン・ミデン＝ネデルラント                                                   | 1.2      | イヴァル・スリク                 | ラボバンク・コンチネンタル                  |
| 26     | ザグレブ＝リュブリャナ                                                                 | 1.2      | マルコ・クンプ                   | アドリア・モービル                          |
| 26-9/1 | ツール・ド・ラブニール                                                                 | 2.Ncup   | ワレン・バルギル                 | フランス                                    |
| 31-9/1 | ワールド・ポーツ・クラシック                                                           | 2.1      | トム・ボーネン                   | オメガファーマ・クイックステップ            |

### 9月
| 日時  | レース名                                                             | UCI Cat. | 優勝者                                  | チーム名                                        |
| ----- | -------------------------------------------------------------------- | -------- | --------------------------------------- | ----------------------------------------------- |
| 2     | ツール・デュ・ドゥー                                                 | 1.1      | ジェローム・コペル                      | ソル・ソジャスュン                              |
| 2     | フロット・プライス・ジェフ・シェーレン                               | 1.1      | ステヴェン・カートホヴェン              | アクセント・ジョブス - ウィレムス・フェランダス |
| 2     | ケルネン・オムロープ・エフト - スュステレン                          | 1.2      | ダニエル・ヘルガード                    | エスター・フス - リドリー                       |
| 2     | メモリアル・ダヴィデ・ファルデッリ                                   | 1.2      | ロハン・デニス                          | ジェイコ・AIS                                   |
| 3-6   | ジロ・ディ・パダニア                                                 | 2.1      | ヴィンチェンツォ・ニバリ                | リクイガス・キャノンデール                      |
| 5     | メモリアル・リック・ファン・ステーンベルヘン                         | 1.1      | テオ・ボス                              | ラボバンク                                      |
| 6-9   | オコロ・イズニフ・ツェフ                                             | 2.2      | イジー・ホフマン                        | ASC・ドゥクラ・プラハ                           |
| 8     | パリ〜ブリュッセル                                                   | 1.HC     | トム・ボーネン                          | オメガファーマ・クイックステップ                |
| 9     | クロノ・シャンプノワ                                                 | 1.2      | ロハン・デニス                          | ジェイコ・AIS                                   |
| 9     | グランプリ・ド・フルミー                                             | 1.HC     | ラース・バク                            | ロット・ベリソル                                |
| 9     | ツアー・オブ・ブリテン                                               | 2.1      | ジョナサン・ティアナン＝ロック          | エンデュラ・レーシング                          |
| 9-16  | ツアー・オブ・ブルガリア                                             | 2.2      | マクサット・アヤズバイェフ              | アスタナ・コンチネンタル                        |
| 12    | グランプリ・ド・ワロニー                                             | 1.1      | ジュリアン・シモン                      | ソル・ソジャスュン                              |
| 14    | グランプリ・ド・ラ・ソム                                             | 1.1      | エヴァルダス・シシュケヴィチウス        | ラ・ポム・マルセイユ                            |
| 14    | カンピウンスハップ・ファン・フラーンデレン                           | 1.1      | ロナン・ファン・ザンドベーク            | アルゴス・シマノ                                |
| 15    | グランプリ・アンパニ＝ファン・ペテヘム                               | 1.1      | アンドレ・グライペル                    | ロット・ベリソル                                |
| 15    | メモリアル・マルコ・パンターニ                                       | 1.1      | ファビオ・フェッリーネ                  | アンドローニ・ジョカットーリ                    |
| 16    | グランプリ・ディスベルグ                                             | 1.1      | ヨーン・デーゲンコルプ                  | アルゴス・シマノ                                |
| 16    | グラン・プレミオ・インドゥストリア・エ・コッメルチョ・ディ・プラート | 1.1      | エマヌエーレ・セッラ                    | アンドローニ・ジョカットーリ                    |
| 16    | トロフェオ・ジャンフランコ・ビアンキン                               | 1.2      | クリスティアン・スバーラリ              |                                                 |
| 19    | オムロープ・ファン・ヘット・ハウトラント                             | 1.1      | マルセル・キテル                        | アルゴス・シマノ                                |
| 21    | ツアー・オブ・ヴォイヴォディナ I                                     | 1.2      | クリスティヤン・ファイト                | アドリア・モービル                              |
| 22    | ツアー・オブ・ヴォイヴォディナ II                                    | 1.2      | クレメンス・ファンクハウザー            | アドリア・モービル                              |
| 22-23 | ツール・デュ・ジェヴォダン                                           | 2.2      | ダヴィデ・レベッリン                    | メリーディアナ・カーメン                        |
| 23    | ホーイクス・パイル                                                   | 1.2      | ケン・ハンソン                          | オプタム - ケリー・ベネフィット・ストラテジーズ |
| 25    | ルオタ・ドーロ                                                       | 1.2      | メッティア・カッターネオ                | トレヴィジャーニ・ボットーリ                    |
| 26    | ミラノ〜トリノ                                                       | 1.HC     | アルベルト・コンタドール                | チーム・サクソバンク - ティンコフバンク         |
| 27    | ジロ・デル・ピエモンテ                                               | 1.HC     | リゴベルト・ウラン                      | チーム・スカイ                                  |
| 27-30 | ツール・ド・ワロニー＝ピカルド                                       | 2.1      | ユルヘン・ルラントス                    | ロット・ベリソル                                |
| 30    | デュオ・ノルマン                                                     | 1.1      | ルーク・ダーブリッジ スヴェイン・タフト | オリカ・グリーンエッジ                          |

### 10月
| 日時 | レース名                                   | UCI Cat. | 優勝者                 | チーム名                                |
| ---- | ------------------------------------------ | -------- | ---------------------- | --------------------------------------- |
| 2    | バンシュ〜トゥルネ〜バンシュ               | 1.1      | アダム・ブライス       | BMC・レーシングチーム                   |
| 3    | シュパルカセン・ミュンスターラント・ギーロ | 1.1      | マルセル・キテル       | アルゴス・シマノ                        |
| 4    | コッパ・サバティーニ                       | 1.1      | ファビオ・ドゥアルテ   | コロンビア・コルデポルテス              |
| 4    | パリ〜ブールジュ                           | 1.1      | フロリアン・ヴァション | ブルターニュ・シュラー                  |
| 6    | ジロ・ディ・ロンバルディア・アマチュア     | 1.2      | ヤン・ポランツ         | ラデンスカ                              |
| 6    | ジロ・デッレミリア                         | 1.HC     | ナイロ・キンタナ       | モビスター・チーム                      |
| 7    | グラン・プレミオ・ブルーノ・ベゲッリ       | 1.1      | ニッキー・セレンセン   | チーム・サクソバンク - ティンコフバンク |
| 7    | パリ〜ツール・エスポワール                 | 1.2U     | タリュイア・クレネル   | ヴァンデ・U                             |
| 7    | パリ〜ツール                               | 1.HC     | マルコ・マルカート     | ヴァカンソレイユ・DCM                   |
| 9    | ナティオナル・スライティングスプライス     | 1.1      | ウィム・ストルティンハ | Koga                                    |
| 14   | ツール・ド・ヴァンデ                       | 1.HC     | ウェスリー・クレーダー | ヴァカンソレイユ・DCM                   |
| 21   | クロノ・デ・ナシオン                       | 1.1      | トニー・マルティン     | オメガファーマ・クイックステップ        |